# ショウガ

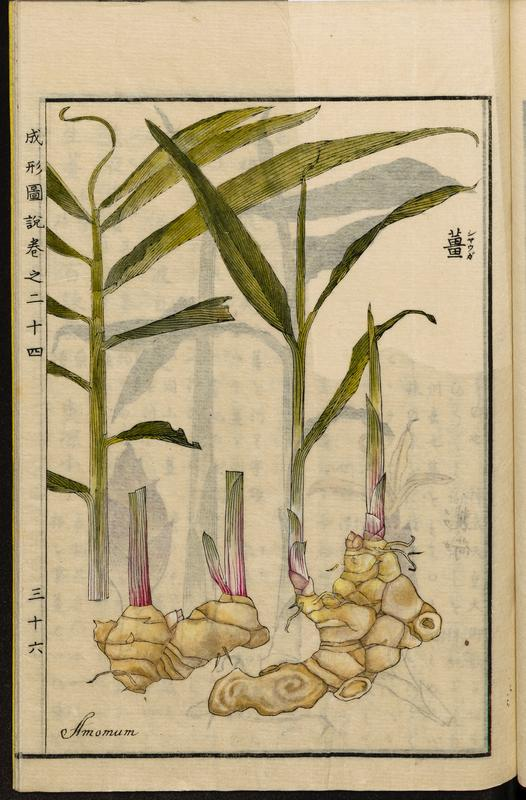
江戸時代の農業百科事典『成形図説』のイラスト（1804）

ショウガ（生姜、学名: Zingiber officinale）はショウガ科ショウガ属の多年草であり、根茎部分は香辛料として食材に、また生薬(生姜=ショウキョウ)として利用される。熱帯アジア原産。各地で栽培されている。

## 名称
和名ショウガの由来は、大陸からミョウガとともに持ち込まれた際、香りの強いほうを「兄香（せのか）」、弱いほうを「妹香（めのか）」とよんだことから、これがのちにショウガ・ミョウガに転訛したとする説と（詳しくは「ミョウガ」を参照）、漢語「生薑（しゃうきゃう）」が「ミャウガ」からの干渉によって転訛したという説とが有る。
別名はハジカミ。古くはサンショウと同じく「はじかみ」と呼ばれ、区別のために「ふさはじかみ」「くれのはじかみ」ともよばれた。
生薬として用いる際はショウキョウと呼ばれる。
英名は Common ginger（コモン・ジンジャー）といい、日本でもジンジャーの別称で呼ばれている。仏名は Gingembre（ジャンジャンブル） 、伊名は Zenzero（ゼンゼロ）、中国植物名（漢名）は、「姜」（きょう）、あるいは「薑」という。
gingerの由来は、古代インドで使われていたるサンスクリット語sringa-veraで、「枝角の形」を意味する語から来ている。

## 由来
熱帯アジアが原産という説が最も有力だが、野生のショウガが発見されたことがないためショウガの原産地は厳密には不確定である。長い間インドのポンディシェリの近くにgingi地方という地域があって、そこがショウガの原産地と考えられていた。それがラテン語のジンジベル(Zingiber)の語源という説もあったが、今日ではサンスクリット語のショウガ(śṛṅga-vera)のペルシア語訳(dzungebir)が語源と見られている。
インドでは紀元前300 - 500年前にはすでに保存食や医薬品として使われ、中国でも論語の郷党編の中で孔子の食生活にはじかみの記述があり、紀元前650年には食用として利用されていたことが窺われる。ヨーロッパには紀元1世紀ごろには伝わっていたとされる。しかしヨーロッパの気候は栽培に向かず、産物として輸入はされたが古代ギリシア人もラテン人も料理にショウガを活用することは少なく、主に生薬として利用した。
日本には2 - 3世紀ごろに中国より伝わり奈良時代には栽培が始まっていた。『古事記』に記載があるように早くから用いられている。
中世のヨーロッパではショウガの需要がコショウに匹敵するほど高まった。14世紀のイギリスでの相場はショウガ1ポンド（約450グラム）でヒツジ一匹の価格に相当した。ヨーロッパ人が植物としてのショウガを初めて見て記録したのは、13世紀にマルコ・ポーロがインド・中国で見た時のものが初めてであるという。15世紀末に新大陸が発見されると、ショウガはすぐに栽培作物として持ち込まれ、16世紀半ばには西インド諸島はショウガの産地となった。

## 特徴
多年生の草本。暖地や温室で栽培される。地下に横たわる根茎は多肉で、淡黄色をしており、辛味と独特な香りがある。地上には葉だけが出る。葉はまっすぐに立った茎から両側に楕円形の葉を互生したように見えるが、この茎はいわゆる偽茎で、各々の葉の葉鞘が折り重なるように巻いたものである。
花期は夏から秋にかけて。暖かい地方では、花は根茎から別の茎として高さ20 cm前後の花茎を伸ばして、その先に鱗片の重なった苞葉がつく。花はその苞葉の間から抜け出て開き、黄色く、唇弁は赤紫に黄色の斑点を持つ。ただし、熱帯原産であるショウガは日本では気温が足りず、花が開花することはごく稀で、根茎による栄養繁殖が主である。このため、品種の分化は少ない。
ショウガの根茎は、ギンゲロールとジンゲロン、ショウガオールに由来する特有の辛味と、ジンギベレン、ジンギベロール、シネオール、シトラールに由来する独特の香りを持つ。産地により香りの傾向が異なり、アフリカ産は樟脳のような匂い、インド産はシトラールの匂いに特色がある。

## 産地
ショウガの生産はインド、中国、ネパールが盛んであり、その次にナイジェリア、タイと続く。
日本の主な産地は高知県に集中しており、四万十町（旧窪川町）、土佐市、高知市、越知町などの産地がある。ほかには熊本県八代市（旧東陽村）、宇城市（旧小川町）、和歌山県和歌山市、宮崎県宮崎市（旧佐土原町）、千葉県八街市、富里市、静岡県静岡市などがある。高知県では土生姜が主流で、熊本、和歌山、宮崎などでは新生姜、静岡市では葉生姜の生産が主流となっている。

## 分類

### 出荷方法による分類

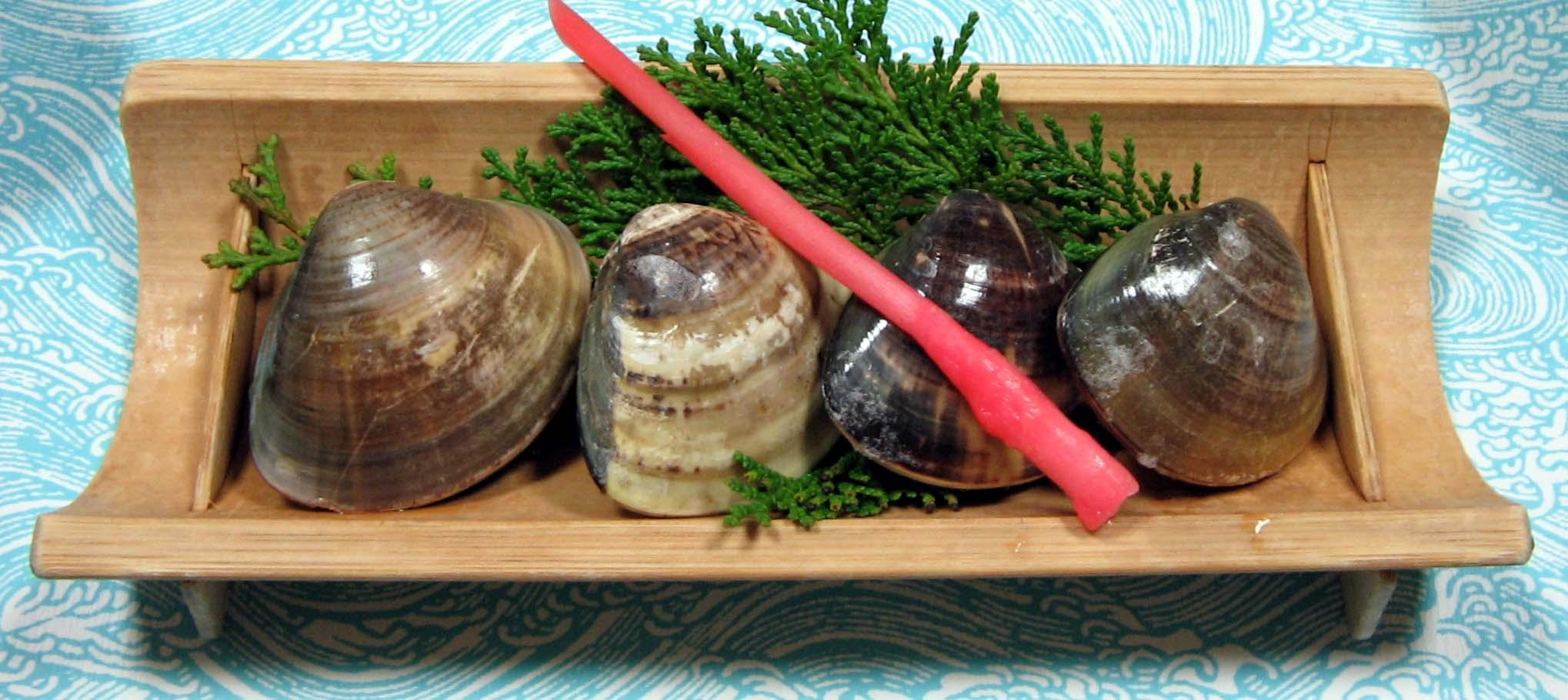
はじかみ

ショウガは栽培・収穫方法により根生姜、葉生姜、矢生姜（軟化生姜）に分類される。
根ショウガ（根生姜）
地下の根茎部分を食用とするもの。新ショウガを貯蔵して一年中出荷している。香りと辛味成分が高まる11月が旬とされる。貯蔵してあった根ショウガで前年収穫したものをヒネショウガ（老ね生姜）といい、「種ショウガ」とも呼ばれている。
新ショウガ（新生姜）
地下の根茎部分を初夏に収穫してすぐに出荷される根ショウガのこと。表面は白っぽく、つけ根には赤味がある。根ショウガよりも辛味は弱く、皮に筋が少なくて軟らかい。生食や甘酢漬けなどにする。
葉ショウガ（葉生姜）
根茎が小指程度の大きさにまで成長した段階で葉が付いたまま収穫したもの。春から初夏の若いうちに収穫され、初夏が旬とされる。味噌をつけて生食したり、魚の付け合わせ、甘酢漬けなどにする。葉生姜の一品種として谷中生姜がある。
矢ショウガ（棒ショウガ、はじかみショウガ、筆ショウガ）
軟化栽培し15 cm程度に成長したところで太陽に当てて、茎元が紅色になったところを収穫するもの。筆生姜、芽生姜、一本生姜、軟化生姜ともいう。葉ショウガよりもさらに早く収穫したもので、根茎は細く、葉を除いた茎（苞葉）がついている。甘酢漬けにして、はじかみとして焼き魚の彩りなどに使う。

### 大きさによる分類
ショウガは大きさ別に見ると大生姜・中生姜・小生姜の3種類に分けられる。

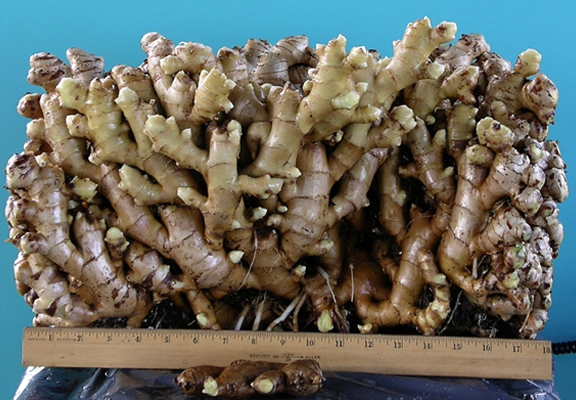
11.5kgの巨大なショウガ

- 大生姜 - ショウガの晩生種[19]。1個の大きさが1kgにもなることがあり品種としておたふく・印度などがあり国内生産量の93.6%を占める（2009年生産流通消費統計課）
- 中生姜 - ショウガの中生種[19]。1個の大きさが500ｇ前後で品種として三州生姜・黄生姜などがある
- 小生姜 - ショウガの早生種[19]。1個の大きさが300ｇ前後で品種として金時生姜・谷中生姜などがある。

## 栽培

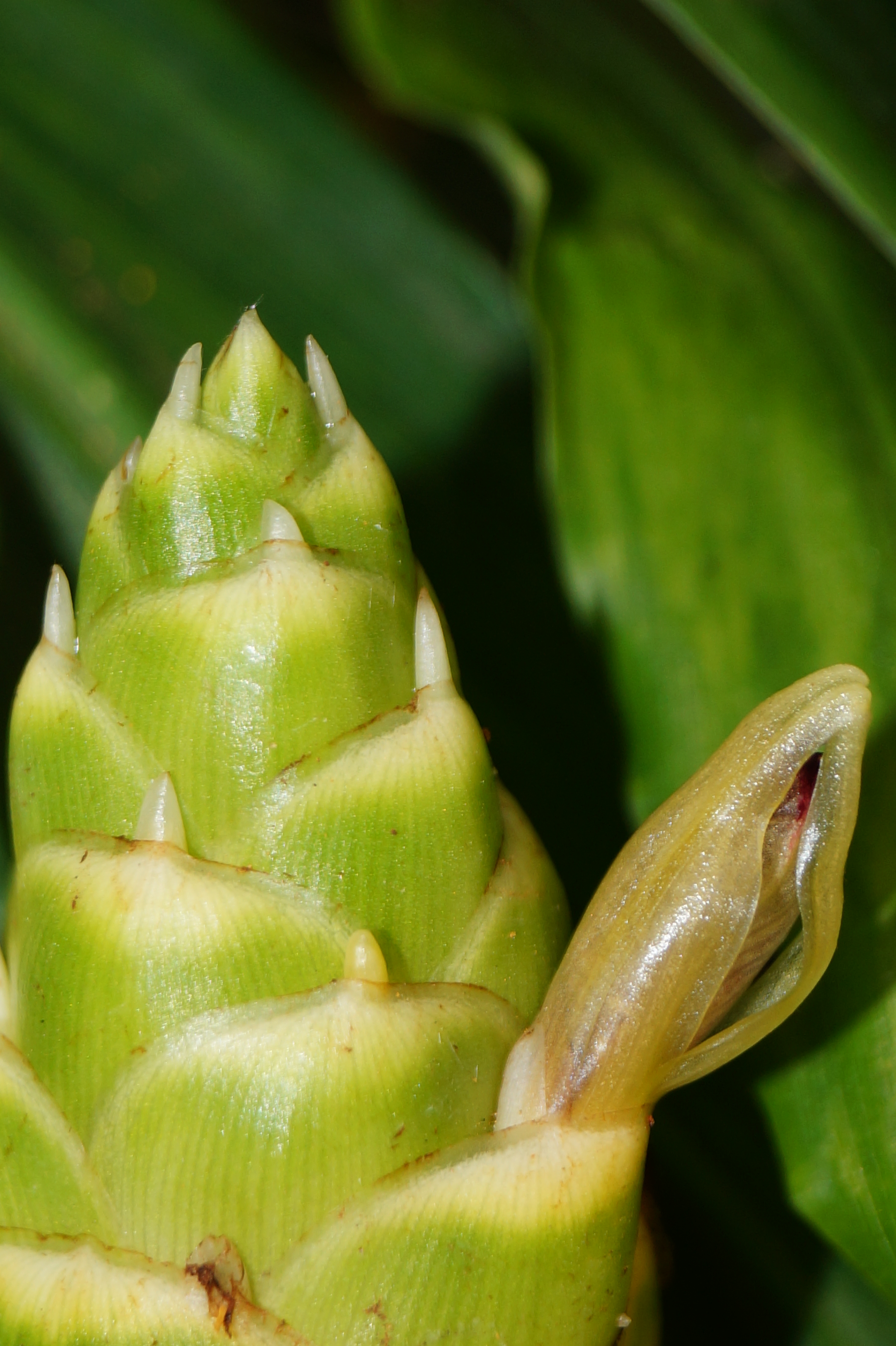
ショウガの花のつぼみ。ショウガの花は、原産地のインドでも珍しいものとされている。

熱帯アジア原産のショウガは、生育適温が25 - 30度と高めである。春の植え付けの時、気温が低いと生育しないので、地温が15度以上になってから畑に定植する。光は必要だが強い光は嫌うので、適度な日陰ができる環境で育てる。またショウガは寒さのほか、乾燥・多湿・連作を嫌う性質がある。ショウガに適した日照を得るため、草丈が高いサトイモやオクラなどの合間に植え付けると、直射日光から守り、土の乾燥を防ぐことができる。夏から秋に根茎を掘り採って、新根茎は食用に、たね根茎は薬用などにする。
春に植え付けに用いる種ショウガ（根茎）は、色艶がよく、よい芽を持ったものを選ぶ。種ショウガの大きなものは、ひとつ50グラム (g) ぐらいに割っておく。植え付け前の畑は、堆肥を多めにすき込んで耕し、鍬で植え溝を作り、種ショウガの芽を上向きにして浅く植え付け、畝高5センチメートル (cm) くらいに覆土する。ショウガは発芽までに時間がかかるので、気温が低いときは育苗ポットに植えて、暖かい場所で苗づくりをしてもよい。発芽後、夏までに3回ほど畝間に追肥を行い、ついでに中耕し土寄せして根茎が地表に露出しないようにして、刈草や敷き藁を敷いてマルチングをすると土の乾燥を防ぐ効果がある。夏の若いうちは筆ショウガ、葉ショウガとして、秋以降、株が大きくなるまで育てれば新ショウガ、ひねショウガとして収穫できる。新ショウガは初霜が降りて、次の霜が降りるまでの間が最後の収穫期になる。

### 栽培品種
金時ショウガ（金時生姜）
小ぶりで、香りと辛味が強い品種。辛味成分ジンゲロールの含有量も多いとされている。
谷中ショウガ（谷中生姜）
茎（葉苞）の根元の部分が紅く色づく品種で、葉ショウガとして初夏のみ市場に出荷される。名称は東京都荒川区東日暮里・西日暮里の旧地名である谷中本村に因んだもので、この種の生姜がかつて特産品だったことによる。
三州ショウガ（三州生姜）
小型のショウガで、別名で黄ショウガとも呼ばれる。根茎の中が黄色いのが特徴で、辛味が強い。

## 利用
ショウガの塊茎は特有の強い辛味と香りがあり、通年出回っている根生姜は、古くから世界中の国々で香辛料として使われてきた。日本では寿司や刺身などの生魚料理にも添えられている。初夏に出回る新生姜は、ヒネショウガ（生姜＝ショウキョウ（後述））よりも辛味・香りともに弱いが、生食されている。血行をよくして身体を温める作用から、風邪の初期などに薬効があることでも知られている。

### 食材

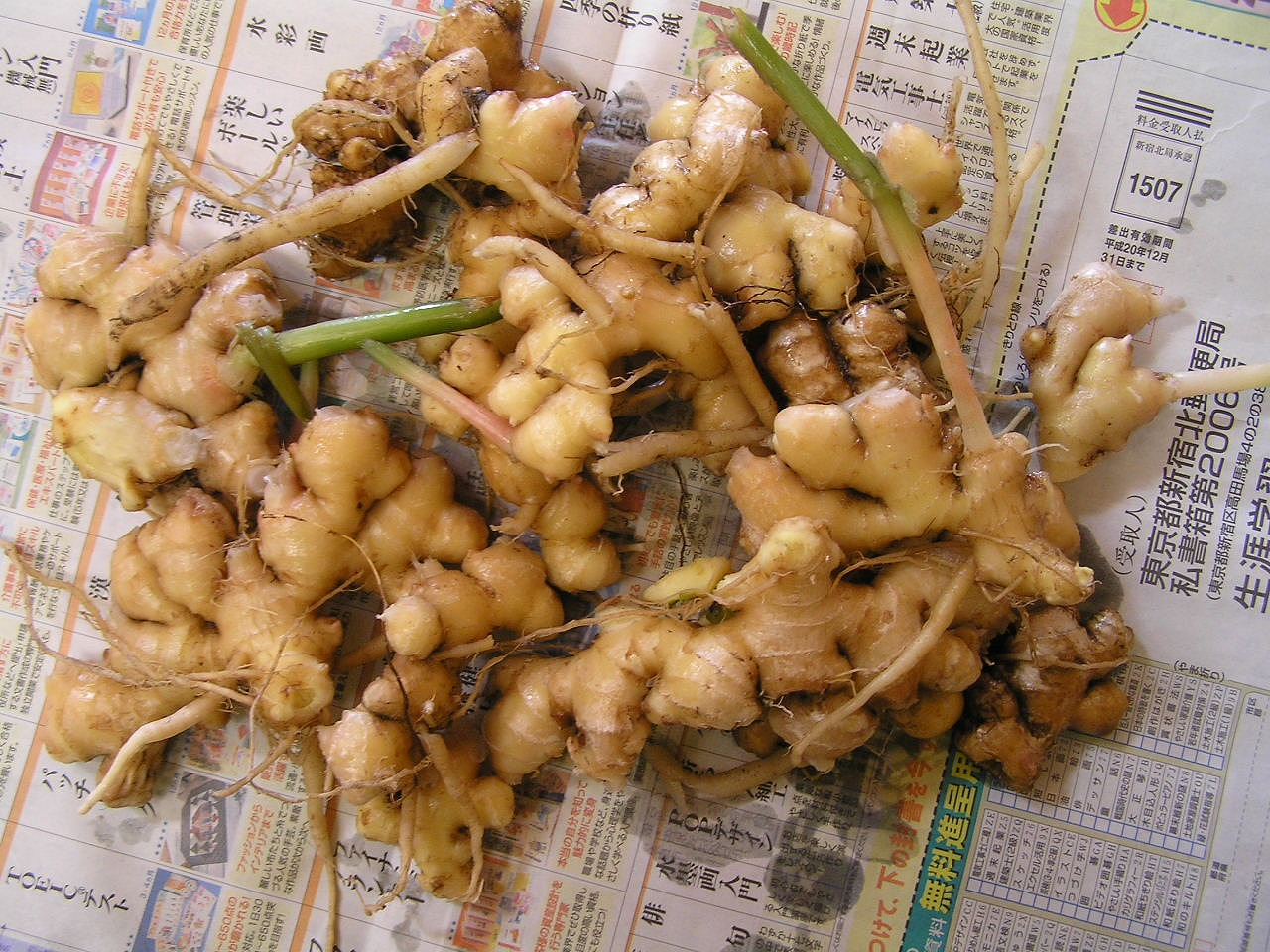
掘り上げたばかりのショウガ

ショウガは主に茎の基部が肥大してできる塊茎が香辛料として使われ、インドや欧米でも広く使われている。ヨーロッパではスパイスとして乾燥品を使うのが一般的で、ショウガを生で食べるのは日本独特の習慣である。日中韓の料理を比較した場合、中華料理では加熱料理し、朝鮮料理はおろして加熱せず複合味として使用する傾向がある、
日本では、収穫された時期や出荷されている状態に合わせて、根ショウガ、葉ショウガ、新ショウガ、棒ショウガというように区別している。食材としては、皮がよく乾いていて傷がなく、よく締まって堅いものが良品とされている。
主な栄養成分として、カリウム、亜鉛、銅、マグネシウム、食物繊維を含んでいる。他の野菜よりもマンガンが多く含まれているが、これといった栄養的な特徴は見られない。しかし、ショウガには200種以上におよぶ香り成分が含まれているといわれ、多くの機能性をもつといわれる香り成分や辛味成分は、根茎の皮の近くに多く含まれている。この辛味成分が料理に使う肉や魚の臭みと結合して、臭い消しの働きをする。
カツオ（初鰹）の付け合せの定番となっており、ほかに冷奴、素麺、アジの寿司やたたきなどに生姜は欠かせない薬味とされている。ショウガは生もの料理や食材の殺菌や臭み消しによく使われ、日本料理、中華料理では魚や肉料理の臭味を消すためにも多用される。生寿司のガリ（生姜の甘酢漬け）、しめサバ、青魚の煮付けに千切りや薄切りショウガを使ったり、肉団子、カツオ・アジの刺身やたたきに、おろし生姜がたくさん添えられている。煮物、炒め物、スープに薄切りしたものを加える事が多い。
辛味成分のジンゲロールやジンゲロンは、生臭さを消すと同時に魚料理に付着する細菌の増殖を抑える抗菌作用や、吐き気抑制・胃潰瘍防止の効果があるといわれている。ショウガにはカツオやアジなどの青魚に寄生するアニサキスに対する殺虫成分が含まれているが、人間が食べられる濃度では効果はない。

### 調理法
日本料理ではすりおろすか、すりおろしたものを醤油と合わせて生姜醤油とするか、千切り（針生姜）にして吸い口に使うことが多い。生臭みを消す効果から、魚や肉の下味をつける際に絞り汁を加えたり、調理で一緒に煮たり、蒸したりすることもある。生姜の皮のすぐ下に香り成分があるため、魚の臭い消しには皮をむかないで使った方が効果がある。
ショウガの根茎をそのまま食べるものとして、酢、塩、砂糖で調味した生姜の甘酢漬けや、梅酢で漬けた紅生姜がある。薄くスライスした甘酢漬けは寿司と共に出され、符牒ではガリと呼ばれる。紅生姜は、細かく刻んで焼きそば、たこ焼きなどに加えたり、ちらし寿司、牛丼などに添えられる。新生姜を皮を剥いただけの根茎のまま酢漬けしたものもよく出回り、そのままでも食べられる。関西の一部地域では薄く切って天ぷらの定番食材として用いられている。
焼き魚などに添えられるショウガの芽を湯通しして甘酢に漬けたものを、はじかみ、あるいははじかみ生姜という。端が赤いことから「はし赤み」が転じて「はじかみ」になったといわれる。または、「はじかみ」とは顔をしかめる意で刺激的な味を表す語に由来するとも言われる。また、根茎に砂糖を加えて煮てから、さらに砂糖をまぶした砂糖漬けや、味噌も加えた味噌漬けも作られる。生姜飴、生姜糖、葛湯、冷やし飴（飴湯）、ジンジャーエール、生姜茶（センガンチャ）などの材料として、甘い味と合わせて用いる事も多い。
欧米や中東諸国では乾燥させたドライジンジャーを利用することが多い。ジンジャークッキー、ジンジャーブレッドなどの焼き菓子にも用いられる。
中国広東省広州市の沙湾鎮で「薑撞牛奶」（広東語 キョンジョンアウナーイ）ショウガ牛乳プリンが名物として知られている。ショウガの絞り汁に含まれる酵素のタンパク質凝固作用を利用したもので、60℃前後に温めた牛乳に、全体量5%程度の分量のショウガ汁を入れることで軟らかいプリン状に固めたデザートである。現在は香港、マカオ等にも広まり、甘味処などで食べることができる。
沙湾の近隣の仏山市順徳区でも牛乳プリンに加えることもあるが、この場合は凝固剤ではなく風味付けである。

### 保存
保存するときは、乾燥を防ぐためにラップで包んで冷蔵庫で保存すれば、3 - 4日ほどはもつ。長期保存するときは冷凍すればよく、刻んだり、すりおろして小分けにしたものラップに包んで冷凍庫に入れる。また、皮ごと薄切りにしたものをザルに広げて、日干し乾燥したものを瓶容器に入れておけば、長期保存方法として有効である。

### 生薬
たねとして植えた根茎は新根茎ができても腐敗せずにある。これをヒネショウガといって、辛味が強く生姜（しょうきょう）と称して生薬に用いる。漢方の生薑（ショウキョウ）は、本年に形成された根茎を秋まで育てて乾燥したもので、中国では紀元前500年頃から薬用として利用されている。局方生薑は、秋まで十分に生育させて葉が枯れてから、根茎を掘り上げて水洗いし、石灰をまぶして天日乾燥したものである。発散作用、健胃作用、鎮吐作用があるとされる。発散作用は主に発汗により寒気を伴う風邪の初期症状の治療に使われ、健胃止嘔作用は胃腸の冷えなどによる胃腸機能低下防止などに使われることが多い。辛温（辛味により体を温める）の性質を持つため、中医学で言われる熱証（熱を持ちやすい体質）には用いない。大棗との組み合わせで他の生薬の副作用をやわらげる働きがあるとされ、多数の方剤に配合されている。
表面の皮を取り去り、蒸して乾燥させたものは乾姜（かんきょう）と呼ばれる。興奮作用、強壮作用、健胃作用があるとされる。生姜よりも熱性が強い辛熱の性質があるとされるので胃腸の冷えによる機能障害では乾姜を使う場合が多い。いくつかの研究では、妊婦の吐き気・嘔吐の緩和に役立つかもしれないとの報告がある。
日本薬局方においては、単に乾燥させた根茎を生姜（しょうきょう）、蒸してから乾燥させたものを乾姜と区別している。なお、乾生姜（かんしょうきょう）とは、新鮮な生姜（鮮姜、せんきょう）に対して区別する言葉として使用されており、日本薬局方の「生姜」と同じものである。
民間療法では、食欲不振、悪心、嘔吐、しゃっくり、風邪の症状緩和などに、生の根茎（生姜）を用いる。胃の調子が悪いときにショウガ1日量3 - 8グラムを600 ccの水で半量になるまで煮詰めて、3回に分けて毎回温服する用法が知られている。風邪をひいて寒気がするとき、二日酔い、つわり、吐き気、むかつきには、ヒネショウガをおろして、味噌と大根おろし・刻みネギ・シソなどと混ぜて熱湯を注いで飲む方法が知られる。また、生姜を加えた葛湯は、体を温めて、免疫力を高めるため、風邪の民間療法によく用いられる。ただし、胃腸に熱がある人への服用は使用禁忌とされている。腰痛や肩こり、便秘には、乾燥保存しておいた茎葉を浴湯料にして用いることが出来る。イギリスでは、風邪のひきはじめにジンジャーティーを飲む習慣がある。
有効成分としては、精油を0.25 - 3.0% 含有し、辛味成分0.6 - 1.0 %（ジンゲロール、ジンゲロン）が含まれている。ショウガは加熱すると、ジンゲロールが香り成分のショウガオールに変化する。これらは唾液中のジアスターゼの作用を促進する成分を含み、ジンゲロールやジンゲロン、ショウガオールには胃液の分泌を促し、消化促進の効果があるほか、血液の循環を高め、発汗を促して代謝を高める働きがある。また香り成分のシネオールには、食欲増進、疲労回復、夏バテ解消の効果が期待されている。また最近では、ショウガの中に血液中のコレステロール値や、血圧を低下させる働きを持つ成分もあることがわかってきている。

## 細菌に対する作用
生のショウガや搾汁液には、主要食中毒原因菌のサルモネラ菌、カンピロバクター、ビブリオ属菌、黄色ブドウ球菌に対する殺菌（増殖抑制）作用はなく、アスコルビン酸など含有成分の影響により大腸菌に対しては菌生育促進効果が有ることが報告されている。また、酒造酵母（出芽酵母）の増殖を促進する効果も報告されている。更に、チューブ入り摺り下ろし加工品での発育阻止作用を調べた試験では、効果が無いことが報告されている。また、加熱や乾燥処理を行うと細菌の発育阻止作用は失われる。なお、甘酢漬け品（ガリ）では、食酢が増殖抑制作用（抗菌作用）をもたらしている。
一方、精製分離したギンゲロールなどの精油成分には幾つかの細菌の増殖を抑制する効果のある事が報告されている。しかし、有効性があるとする報告は一部の細菌と大腸菌性下痢に対するものである。

### 抗癌作用を主張する研究
かつて、デザイナーフーズ計画のピラミッドの1群に属し、ダイズと共に、癌予防効果のある食材の第3位として位置づけられていた。

## 副作用・薬との飲み合わせについて
大量に摂取した場合、腹部の不快感、胸焼け、下痢、口や喉の炎症などを起こす場合がある。また、アレルギー反応が起きた症例もある。
血が固まるのを抑制するため抗凝固剤と飲むと薬効を高めてしまう。高血圧治療薬の薬効も高めて、血圧が下がるか不整脈となる。

## ショウガに関する文化
- 孔子は『論語』の中で「毎食、少量の生姜を」と説いている。
- 徳川家斉・徳川家慶 - 江戸幕府11代・12代将軍。親子揃ってショウガが好物であった。老中水野忠邦 による天保の改革の際に、ショウガが贅沢品として禁止されたため家慶の食膳に上らなくなり、家慶がこれに激怒したことが忠邦失脚の一因になったという俗説がある。
- 14世紀のイギリスでは、1ポンド（約450g）のショウガは羊1頭と同じ値段で取引された[45]。